# 貝索山
46°4′39.43″N 7°39′31.5″E / 46.0776194°N 7.658750°E

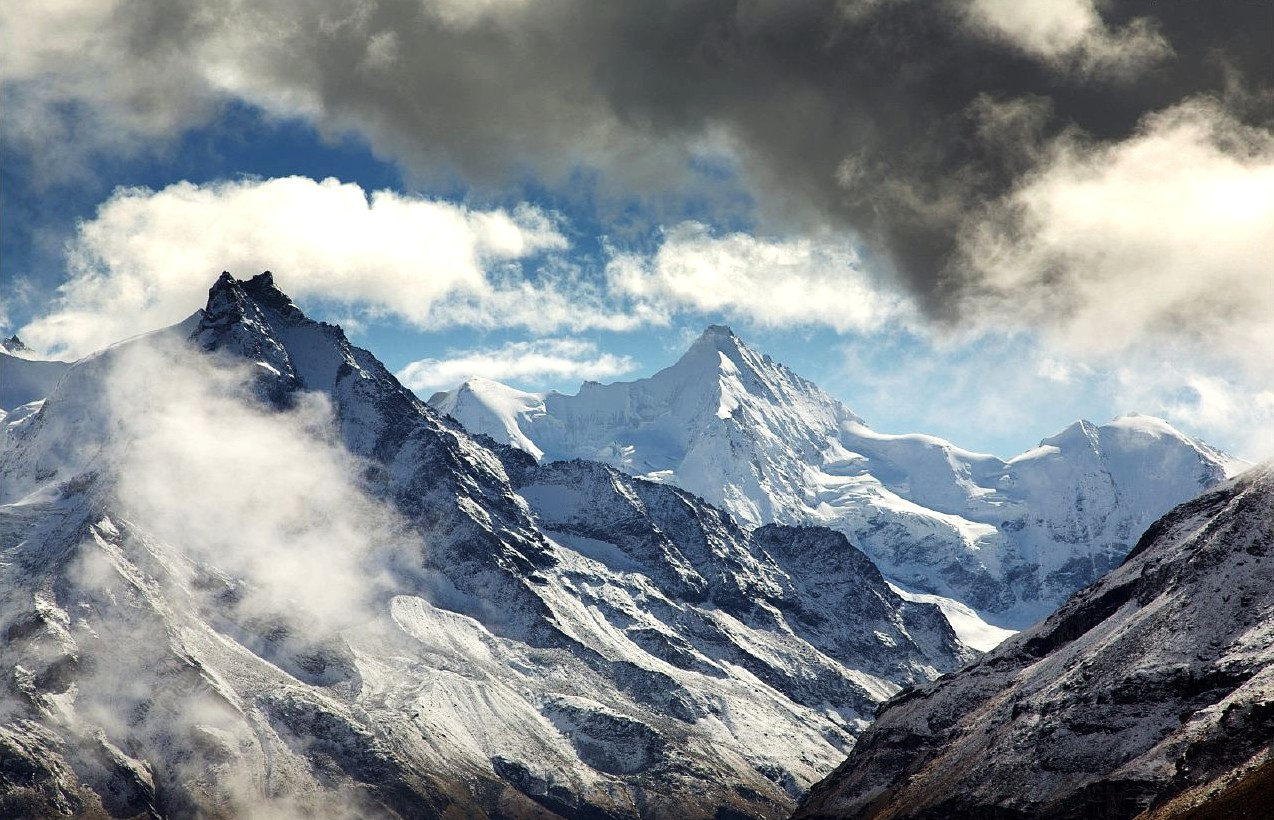

貝索山（Besso），是瑞士的山峰，位於該國南部，由瓦萊州負責管轄，屬於本寧阿爾卑斯山脈的一部分，海拔高度3,668米，人類在1862年首次登上該山峰。